# RD-100 (motor de foguete)

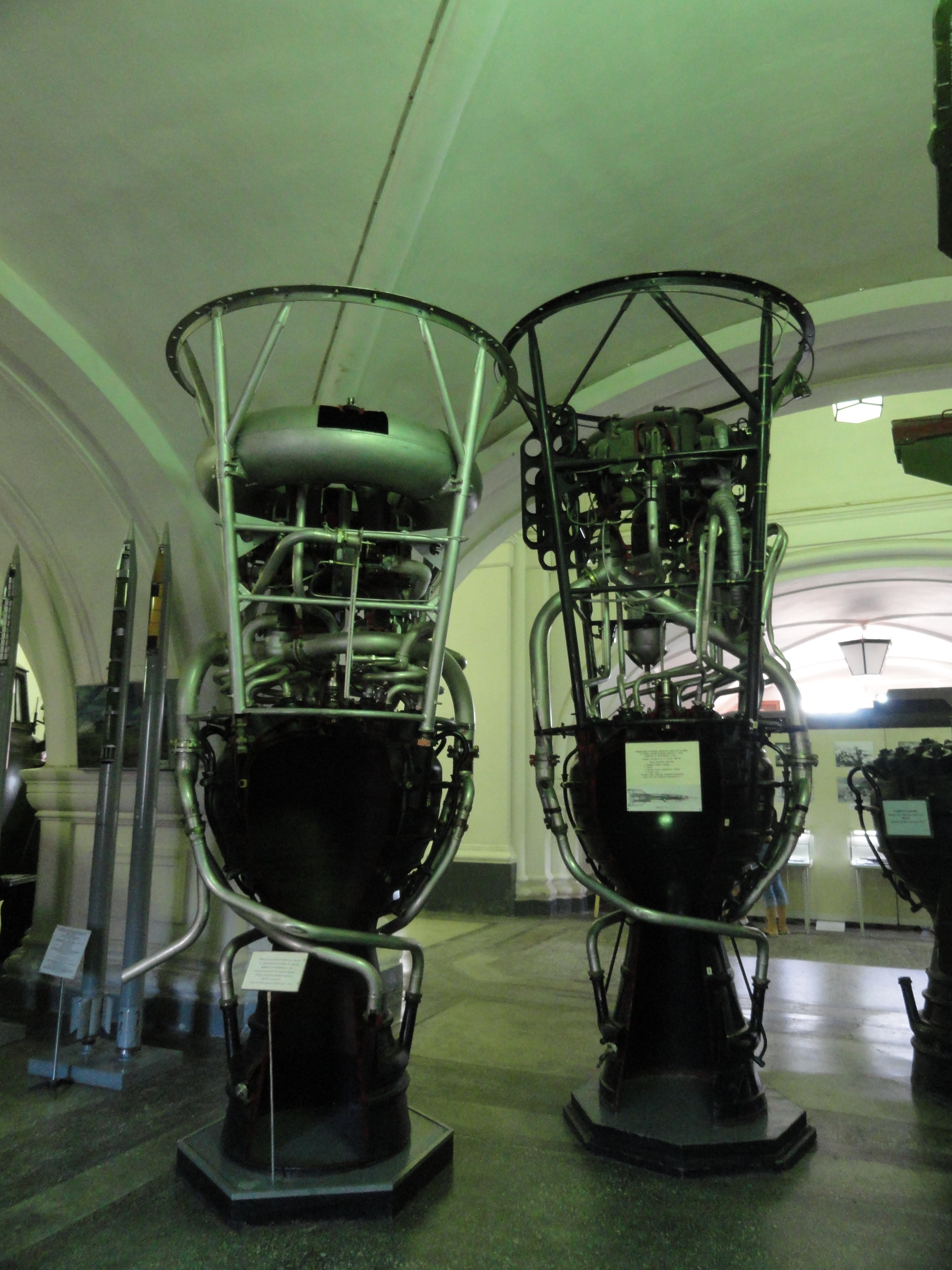
Um motor RD-100 (a direita)
no Museu de Artilharia de São Petersburgo.

RD-100 (em russo: РД-100, Ракетный Двигатель 100; trasl. Raketnyy Dvigatel 100), foi a designação atribuída ao primeiro motor de foguete moderno fabricado em série na União Soviética, sendo na verdade uma versão melhorada do motor do foguete V-2 alemão. Ele foi usado para equipar o míssil R-1.

## Histórico
O responsável pelo desenvolvimento desse motor foi Valentin Glushko, devidamente assessorado por uma equipe de técnicos alemães. A grande dificuldade foi reproduzir com os recursos limitados disponíveis na União Soviética os requisitos industriais necessários para a fabricação de algo tão sofisticado. Como não havia equipamentos, tudo precisou ser feito do zero.
O projeto foi iniciado em 1946. Em meados de 1947, o primeiro RD-100 ficou pronto. O primeiro teste foi efetuado em Maio de 1948. O míssil R-1 equipado com esse motor entrou em serviço regular em 1950.

## Características
Estas são a principais características do motor RD-100:
- Peso líquido: 885 kg
- Altura: 3,70 m
- Diâmetro: 1,65 m
- Empuxo: 304,00 kN
- Impulso específico: 237 s
- Impulso específico ao nível do mar: 203 s
- Tempo de queima: 65 s

Diferente do que muitos imaginam, esse motor não foi uma versão "simplificada" do motor original do míssil alemão. Na verdade, o desenho do motor alemão, foi "congelado" para entrar em produção, em 1942, não sofrendo melhorias desde então. O RD-100 portanto, foi uma versão otimizada daquele, principalmente no que diz respeito ao sistema de injeção de combustível na câmara de combustão, o que pode ser constatado na tabela a seguir:
| Parâmetro                               | A-4 modelo 39          | RD-100             |
| --------------------------------------- | ---------------------- | ------------------ |
| Consumo de Álcool (kg/s)                | 58                     | 57,8               |
| Consumo de Oxigênio (kg/s)              | 72                     | 74                 |
| Pressão de combustível:                 |                        |                    |
| - Álcool na Câmara de Combustão (MPa)   | 1,93                   | 2,02               |
| - Oxigênio na Câmara de Combustão (MPa) | 1,93                   | 2,04               |
| Pressão na Câmara de Combustão (MPa)    | 1,48                   | 1,62               |
| Temperatura na Câmara de Combustão (°C) | 2.000                  | 2.300              |
| Velocidade de Exaustão (m/s)            | 2.000                  | 2.130              |
| Empuxo (kN)                             | 257                    | 267                |
|                                         | (a 1,8 km de altitude) | (ao nível do solo) |

## Imagens
- Um RD-100 em exposição no museu de São Petersburgo
- Close do sistema de alimentação do RD-100
- Vista de um motor RD-100